# Palladium(II)-bromid
Palladium(II)-bromid ist eine anorganische chemische Verbindung des Palladiums aus der Gruppe der Bromide.

## Gewinnung und Darstellung
Palladium(II)-bromid kann durch Reaktion von Palladium mit einer Bromwasserstoff-Brom-Lösung gewonnen werden. Es kann auch direkt aus den Elementen gewonnen werden.

## Eigenschaften
Palladium(II)-bromid ist ein braunschwarzer Feststoff, der in Form von nadelförmigen Kristallen vorliegt. Er ist unlöslich in Wasser und organischen Lösungsmitteln, aber löslich in Halogenwasserstoffsäuren. Er kristallisiert monoklin in der Raumgruppe P21/c (Raumgruppen-Nr. 14) mit den Gitterparametern a = 659 pm, b = 396 pm, c = 2522 pm und β = 92,6° sowie vier Formeleinheiten pro Elementarzelle. Im Kristall ist jedes Palladiumatom quadratisch-planar von vier Bromatomen umgeben, jedes Bromatom bindet dabei an ein weiteres Palladiumatom, so dass unendliche Zickzackketten entstehen.

## Verwendung
Palladium(II)-bromid kann als Katalysator in der organischen Chemie verwendet werden, wobei es teilweise aktiver ist als Palladium(II)-chlorid.